# Lokomotive Mesdra
Lokomotive Mesdra ist ein Fußballverein aus der im Nordwesten Bulgariens gelegenen Stadt Mesdra. Die Mannschaft spielt derzeit in der W Grupa, der dritthöchsten Spielklasse Bulgariens.
Der Verein spielt in dem Lokomotiv-Stadion, welches 3.800 Plätze beherbergt.

## Geschichte
Der Verein wurde 1945 gegründet. Der bislang größte Erfolg war das Erreichen des Viertelfinales des bulgarischen Pokals 1946.

### Die meisten Spiele für den Verein
- 1. 267 –  Atanas Atanasov
- 2. 246 –  Milcho Gergov
- 3. 210 –  Bonko Raykov

### Die meisten Tore für den Verein
- 1. 83 –  Georgi Yashov
- 2. 66 –  Atanas Atanasov
- 3. 42 –  Vladimir Hinkov

## Spieler
- Zwetan Genkow (199?–2001) Jugend, (2001–2004) Spieler, 8. August 1984 in Mesdra, begann mit 17 Jahren seine Karriere bei Lokomotive Mesdra. Für den Verein spielte er 84 Spiele und schoss 41 Tore.